# Vladimir Veličković

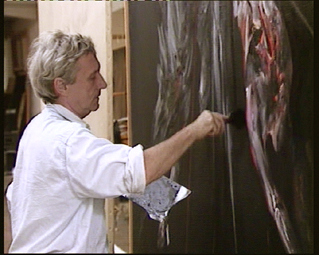
Vladimir Velickovic (1997)

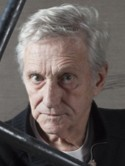
Velickovic Zarko-Vijatovic (2016)

Vladimir Veličković (* 11. August 1935 in Belgrad, Königreich Jugoslawien; † 29. August 2019) war ein jugoslawisch-serbisch-französischer Architekt und Maler.

## Leben
Vladimir Veličković wurde 1935 in Belgrad im ehemaligen Jugoslawien, der heutigen Republik Serbien, geboren. An der Universität Belgrad studierte er Architektur. Nach dem Abschluss begann er, sich für Malerei zu interessieren. Von 1963 bis 1966 arbeitete Veličković als Assistent im Atelier von Krsto Hegedušić in Zagreb.
1966 zog Vladimir Veličković nach Paris, wo er bis zu seinem Tod im August 2019 lebte und arbeitete. Von 1983 bis 2000 lehrte Veličković als Professor an der École nationale supérieure des beaux-arts de Paris.
Seit 1970 stellte er vorwiegend Bewegungen männlicher Körper, Lauf, Sprung und Fall dar. Sein Werk wird der Narrativen Figuration zugeordnet.
Vladimir Veličković war Unterzeichner der 2017 veröffentlichten Deklaration zur gemeinsamen Sprache der Kroaten, Serben, Bosniaken und Montenegriner.

## Ausstellungen
1972 repräsentierte Veličković Jugoslawien auf der Biennale di Venezia. 1977 wurde er als Teilnehmer zur documenta 6 in Kassel eingeladen.

## Ehrungen und Auszeichnungen
- 1965 Preis der „Biennale des Jeunes“ in Paris
- Commandeur des  Ordre des Arts et des Lettres
- Seit 2005 Mitglied der Académie des Beaux-Arts
- Chevalier der Ehrenlegion
- Mitglied der Serbischen Akademie der Wissenschaften und Künste.[3]